# Cayo Junio Bubulco Bruto (cónsul 291 a. C.)
Cayo o Gayo Junio Bubulco Bruto  fue un militar y político romano, cónsul en el año 291 a. C., y de nuevo en 277 a. C.
En este último año, él y su colega Publio Cornelio Rufino fueron enviados al Samnio y sufrieron un descalabro al atacar a los samnitas en las montañas. Las pérdidas de esta ocasión dieron lugar a una disputa entre los cónsules que tuvo por consecuencia la separación de los ejércitos consulares. Zonaras dice que Bubulco se mantuvo en Samnio, mientras que Rufino entró en Lucania y Bruttium; pero, según los Fastos Capitolinos, que atribuyen un triunfo sobre lucanos y bruttios a Bubulco, debió haber ocurrido todo lo contrario.